# Johann Alexander Bielitz
Johann Alexander Bielitz (* 31. Juli 1735 in Liebenwerda; † 23. Januar 1782 ebenda) war ein kursächsischer Kammerkommissionsrat und Amtmann des Amtes Liebenwerda sowie Erb-, Lehn- und Gerichtsherr auf Maasdorf.

## Leben
Bielitz stammte aus einer Beamtenfamilie und wurde am 2. August 1735 in der Liebenwerdaer evangelischen Stadtkirche getauft. Sein Vater war Johann Christoph Bielitz. Dieser war Amtmann des Amtes Liebenwerda. Johann Alexander besuchte ab dem 19. Juni 1746 die Kreuzschule in Dresden und ab dem 14. Oktober 1748 die sächsische Landesschule St. Augustin in Grimma. Er kaufte 1753 das Rittergut Maasdorf von dem Hauptmann Wilhelm Voigt. Selbige erbte Johann Alexander nach dem Tod des Vaters im Jahre 1765. Als Amtmann in Liebenwerda trat er in die Fußstapfen seines Vaters. Als das Amt in ein Rent- und ein Justizamt aufgespalten wurde, übernahm er das Justizamt Liebenwerda und wurde Kammerkommissionsrat.
Aus seiner Ehe mit Johanna Sophia Dorothea Bergen hinterließ er mehrere unmündige Kinder. Darunter befanden sich vier Söhne, wie Gustav Alexander Bielitz und die spätere Ehefrau des Schriftstellers Theodor Echtermeyer.